# Nokia 3310 (2017)
Ne doit pas être confondu avec Nokia 3310.
Le Nokia 3310 est le remake du Nokia 3310. Il est sorti en 2017

## Annonce
Le 9 février 2017, Vtechgraphy, un site chinois spécialisé dans les mobiles, laisse fuiter l'information que HMD Global, constructeur détenant une licence officielle pour utiliser la marque Nokia, prévoit de sortir un nouveau modèle du Nokia 3310,. Le 13 février, VentureBeat indique que ce téléphone sera présenté au salon Mobile World Congress de Barcelone, et où sa commercialisation est finalement annoncée de manière officielle le 26 février. HMD Global entend jouer sur la nostalgie autour de ce modèle pour relancer la marque en difficulté depuis plusieurs années face à l'émergence des smartphones,.
En septembre 2017, une version 3G est annoncée. Celle-ci a une autonomie de 6,5 heures contre 22 pour la version EDGE.

## Caractéristiques
Il est plus fin et plus léger que l'original, et a un design plus actuel même si l’apparence générale ressemble de près au modèle initial. Il sera proposé en jaune, rouge, bleu et gris. Il un écran en couleur, dispose d'un emplacement microSD et d'une prise jack, d'un appareil photo de 2 mégapixels, et permet de jouer à une version modernisée par Gameloft de « Snake II », et de naviguer sur Internet en 2G et de s'envoyer des fichiers via Bluetooth. Il permet également d'écouter de la musique et la radio, et la marque assure une autonomie d'un jour en communication et d'un mois en mode veille. Néanmoins, on peut noter que seules la saisie T9 et les touches de navigation rappellent réellement l’original du début des années 2000,.

## Variantes
Il existe plusieurs variantes du nouveau 3310 : la version 2G (TA-1008), la version 2G avec double SIM (TA-1030), la version 3G (TA-1022), la version 3G avec double SIM (TA-1006), la version 3G en quadri-bande (TA-1036), et la version 4G (TA-1077) produite en partenariat avec China Mobile.

## Critiques
Les Numériques estime que ce nouveau modèle est « trop éloigné du 3310 pour satisfaire les nostalgiques et trop éloigné des standards actuels de la téléphonie mobile pour convaincre les nouveaux arrivants ». D'autres estiment que le prix du téléphone est trop élevé par rapport à ce que propose la concurrence pour un prix moindre, et que l'on peut trouver la version originale du Nokia 3310 en occasion pour un prix quasi équivalent.
Le prix de vente en France, initialement annoncé, en février de l'année 2017, à 49 euros, passe à 70 euros pour son lancement national en juin 2017.